# Reconhecimento internacional da Croácia

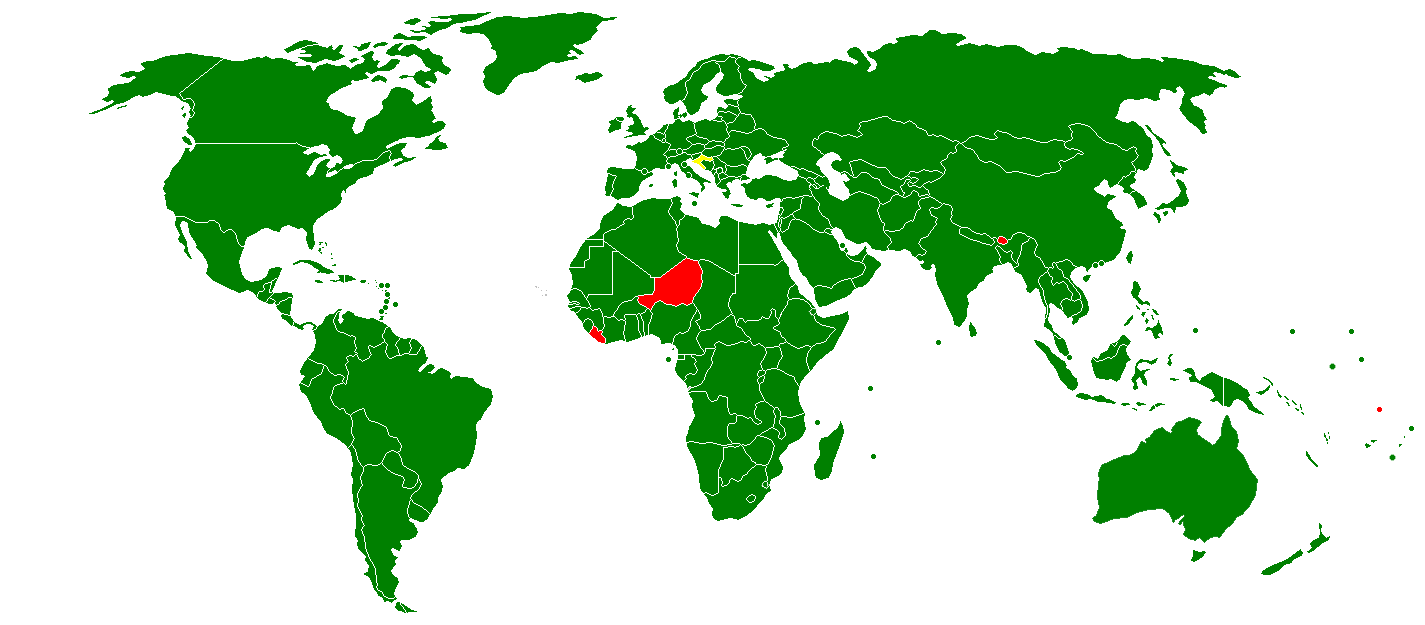
Em vermelho estão os países que não reconhecem a Croácia.

O reconhecimento internacional da Croácia refere-se ao reconhecimento diplomático da República da Croácia, que foi estabelecido por decisão do parlamento croata em 25 de junho de 1991. Dos 193 estados membros da ONU, 182 reconheceram a Croácia.

## História
A Croácia e a Eslovênia declararam independência da Iugoslávia em 25 de junho de 1991. No dia seguinte, os países recém-independentes se reconheceram mutuamente.
Na época da dissolução da Iugoslávia, a dissolução da União Soviética também estava acontecendo. Os estados da Ucrânia e do Báltico, primeiro deles a Lituânia, reconheceram a Croácia em 1991. No entanto, a Ucrânia na época era apenas parcialmente reconhecida.
A comunidade internacional não reconheceu imediatamente a dissolução da Iugoslávia ou a independência de suas repúblicas constituintes, e em 1991 a Guerra da Independência da Croácia começou.
Dois países que prevaleceram nos esforços diplomáticos para o reconhecimento internacional da Croácia foram o Vaticano e a Alemanha . A diplomacia do Vaticano, como a primeira do mundo, anunciou em 3 de outubro de 1991 que estava trabalhando no reconhecimento internacional croata.
A Islândia reconheceu a independência croata em 19 de dezembro de 1991. No mesmo dia, a Alemanha anunciou sua intenção de reconhecer a Croácia, que entraria em vigor em 15 de janeiro de 1992. A Itália, Suécia e o Vatricano também anunciaram sua intenção de reconhecimento. O Vaticano reconheceu a Croácia em 13 de janeiro e San Marino em 14 de janeiro de 1992.
Em 15 de janeiro de 1992, a Croácia foi reconhecida pelos 12 membros da Comunidade Econômica Européia (a antecessora da União Européia ), bem como pela Áustria, Canadá, Bulgária, Hungria, Polônia, Malta, Noruega e Suíça . No final de janeiro de 1992, a Croácia era reconhecida por 44 países. Portanto, 15 de janeiro é comemorado na Croácia como o Dia do Reconhecimento Internacional .
A Rússia reconheceu a Croácia em fevereiro, o Japão em março, os Estados Unidos em abril e a Índia em maio de 1992.
Na sessão da Assembléia Geral das Nações Unidas, realizada em 22 de maio de 1992, presidida pelo embaixador saudita Sinan Shihabi, a Croácia foi admitida como membro das Nações Unidas, juntamente com a Eslovênia e a Bósnia e Herzegovina . A delegação da ONU na Croácia foi liderada pelo presidente croata Franjo Tuđman. Após uma sessão solene, o Secretário-Geral das Nações Unidas, Boutros Boutros Ghali, enviou delegações dos novos Estados membros da ONU para a entrada principal da sede da ONU , onde foram erguidas bandeiras nos croatas, eslovenos e bosníacos. Muitos diplomatas e milhares de emigrantes croatas participaram da cerimônia de içamento da bandeira.
Em 31 de dezembro de 1995, a Croácia era reconhecida por 124 países. Em 9 de setembro de 1995, a Croácia e a Iugoslávia celebraram um Acordo de Reconciliação Mútua que incluía reconhecimento mútuo e estabeleceram relações diplomáticas em 23 de agosto de 1996.